# Tokyo Ghoul
Tokyo Ghoul (東京喰種, "Tōkyō Gūru", lit. "Ghoul de Tóquio") é o título de uma série de mangá escrito e ilustrado por Sui Ishida. O primeiro capítulo do mangá foi lançado em 8 de setembro de 2011 na revista semanal Young Jump e o último em 18 de setembro de 2014. Os capítulos individuais foram compilados em um total de 14 volumes tankōbon e publicados pela editora Shueisha, tendo o último volume lançado em 17 de outubro de 2014. A série sequência nomeada como Tokyo Ghoul: re (東京喰種: re, Tōkyō Gūru: re) começou a ser serializada em outubro de 2014 pela mesma revista com os volumes publicados pela mesma editora. Em Tóquio, criaturas conhecidas como ghouls vivem entre os humanos e os devoram para sobreviver. Dentre eles, o jovem universitário Ken Kaneki leva uma vida pacata entre livros, até que um trágico encontro o coloca diante desses seres e o obriga a lutar por sua humanidade.
Uma adaptação do mangá em uma série de televisão em anime produzido pelo Studio Pierrot, teve um total de 12 episódios e foi transmitido pela Tokyo MX em 4 de julho até 19 de setembro de 2014. A segunda temporada teve também 12 episódios e foi nomeada de Tokyo Ghoul √A, que segue uma história original, começou a ser exibida no dia 8 de janeiro de 2015, e concluiu-se em 26 de maio de 2015.
Um filme em live action baseado no mangá foi anunciado, e foi lançado em 29 de julho de 2017.

## Enredo
A história de Tokyo Ghoul gira em torno de Ken Kaneki, um estudante que mal sobrevive a um encontro mortal com Rize Kamishiro, uma mulher que se revela um ghoul; ghoul são criaturas semelhantes a humanos que caçam e devoram carne humana, com essa revelação Rize ataca Kaneki que é ferido gravemente, tentando fugir desesperadamente Rize o encurrala até que vários canos de metal caem em Rize aparentemente a matando, logo após isso Kaneki desmaia devido aos ferimentos e é levado para o hospital em estado critico. Depois de recuperado, ele descobre que, de alguma forma, foi submetido a uma cirurgia que o transformou em meio-ghoul, e que, assim como eles, deverá consumir carne humana para poder sobreviver. Sem ninguém pra recorrer, ele é levado pelo gerente(Kuzen) de uma cafeteria chamada "Anteiku", onde lhe ensinam a viver como meio-humano e meio-ghoul e a interagir com a sociedade dos ghouls e as suas facções, enquanto se esforça para conviver com os humanos.

## Mídias

### Mangá
Tokyo Ghoul começou como uma série de mangá, escrita e desenhada por Sui Ishida. Ele começou a produção em 2011, na edição 41 da Young Jump , publicada pela Shueisha em 8 de setembro de 2011, e o capítulo final apareceu na edição 42 de 2014, lançado em 18 de setembro de 2014. O mangá possui 14 volumes independentes, publicados por Young Jump Comics, cunho da Shueisha, entre 17 de fevereiro de 2012 e 17 de outubro de 2014. O mangá foi licenciado para o inglês pela Viz Media e foi lançado em 16 de junho de 2015.
Em agosto de 2013, um mangá prequel, Tokyo Ghoul: Jack, foi lançado em mangá digital pela revista Jump Live. A história contém 7 capítulos e se concentra em Arima Kishou e Taishi Fura 10 anos antes dos acontecimentos de Tokyo Ghoul. O mangá apresenta vários personagens da série principal, incluindo Arima Kishou, Taishi Fura e futuros personagens principais como Itsuki Marude e Yakumo "Yamori" Oomori.
Em 17 de outubro de 2014 um livro cheio de ilustrações conhecidas como Tokyo Ghoul Zakki foi lançado junto com o volume 14 e final da mangá. Zakki inclui todas as imagens promocionais, capa dos volumes e inéditos conceitos de arte com comentários do criador Sui Ishida.
No Brasil, o mangá é licenciado e publicado pela editora Panini desde julho de 2015. Em Portugal, o mangá é publicado pela Editora Devir desde 7 de maio de 2016.

### Tokyo Ghoul:re
A sequência nomeada Tokyo Ghoul: re começou a ser serializado em 16 de outubro de 2014, na 46ª edição da Young Jump. A história se passa 2 anos após o fim da série original, Tokyo Ghoul, e introduz um novo conjunto de personagens e continuação ao enredo.
Em Portugal, a Editora Devir, lançou o mangá a 18 de maio de 2019.

### Light novels
Três light novels foram lançados até agora, todos escritos por Shin Towada e a ilustração das capas são feitas pelo criador da série Sui Ishida.
Em 19 de junho de 2013, foi lançado o primeiro, nomeado Tokyo Ghoul: Hibi (東京喰種トーキョーグール［日々］, Tōkyō Gūru［Hibi］), as ilustrações foram feitas pelo criador da série Sui Ishida e escrito por Shin Towada e serve como spin-offs que mostram sobre o cotidiano dos personagens da série Tokyo Ghoul.
O segundo, Tokyo Ghoul: Kuhaku (東京喰種トーキョーグール［空白］, Tōkyō Gūru［Kūhaku］) foi lançado em 19 de junho de 2014, preenche uma lacuna de tempo seis meses entre o volume 8 e 9.
O terceiro, Tokyo Ghoul: Sekijitsu (東京喰種トーキョーグール［昔日］, Tōkyō Gūru［Sekijitsu］) foi lançado em 19 de dezembro de 2014. Sekijitsu acontece antes dos eventos da série principal e concentra-se em mostrar uma história adicional de certos personagens de Tokyo Ghoul, incluindo Touka, Ayato Kirishima e o protagonista Ken Kaneki.
Um artbook nomeado Tokyo Ghoul: zakki (東京喰種トーキョーグール［zakki］, Tōkyō Gūru［zakki］) foi lançado no Japão em 17 de outubro de 2014.

### Anime
Uma adaptação do mangá em série de televisão em anime de 12 episódios feita pelo Studio Pierrot foi ao ar na Tokyo MX entre 4 de julho e 19 de setembro de 2014. Ele também foi ao ar na TVA , TVQ ,TVO , AT-X e Dlife. A música tema de abertura é "Unravel" por TK de Ling Tosite Sigure, e a música tema de encerramento se chama "Santos" (聖者た , Seijatachi), realizado por People in the Box. Os doze episódios foram comercializados em quatro volumes de DVD e Blu-ray entre setembro e dezembro de 2014.
Uma segunda temporada foi anunciada na 46ª edição da revista Young Jump. Ela segue uma história original com a supervisão de Sui Ishida. Nomeada Tokyo Ghoul √A, a segunda temporada estreou no Japão em 8 de janeiro de 2015 e terminou em 26 de março do mesmo ano. A música tema de abertura se chama "Incompetência" (無能, Munou) por österreich, enquanto a música tema de encerramento é "As Estações Morrem, Uma Após a Outra" (季節 は 次 々 死 ん で い く, Kisetsu wa Tsugitsugi Shindeiku) por amazarashi.
Uma continuação para o anime, sendo esta uma adaptação do mangá Tokyo Ghoul: re foi anunciada no início de outubro de 2017, e seu primeiro episódio foi lançado 03 de Abril de 2018.

### OVAs
Um episódio OVA que adapta a prequela do mangá, Tokyo Ghoul: Jack, foi exibido entre os dias 5 e 18 de setembro de 2015 nos cinemas japoneses antes de sua estreia na televisão no dia 30 do mesmo mês.
Um segundo episódio OVA, Tokyo Ghoul: Pinto, foi lançado em 25 de dezembro de 2015. Ele adapta a terceira história de uma light novel nomeada Tokyo Ghoul: Hibi.

### Jogos eletrônicos
Um jogo eletrônico nomeado Tokyo Ghoul: Carnaval produzido pela Bandai Namco Games foi lançado no Japão para smartphones Android em 6 de fevereiro de 2015, e em 9 de fevereiro para iOS. O jogador pode formar sua equipe a partir de um número de Ghouls e de Investigadores e explorar um mapa 3D. Outro jogo eletrônico nomeado Tokyo Ghoul: Jail para o console PlayStation Vita foi lançado em 1 de outubro de 2015. Ele introduziu um novo protagonista com o nome de Rio, que interage com os personagens do mangá/anime. O jogo foi desenvolvido pela Namco Bandai Games e é classificado como uma aventura de RPG, onde os jogadores serão capazes de explorar os 23 distritos de Tokyo.

### Peça teatral
Uma adaptação em uma peça de teatro do mangá foi anunciado em 2015.

### Filme em live action
Um filme em live action baseado no mangá foi feito e foi lançado em 29 de julho de 2017 nos cinemas japoneses. Kentarō Hagiwara foi o diretor do filme. O elenco inclui Masataka Kubota que interpretou o protagonista Ken Kaneki, e Fumika Shimizu que interpretou a personagem Touka Kirishima.

## Recepção
No ano de 2013, Tokyo Ghoul ficou na 27ª posição no top da Oricon dos mangás mais vendidos no Japão, com 1.666.348 de cópias vendidas. Em julho de 2014, a tiragem inicial da série no Japão atingiu a marca de 3,6 milhões de cópias. Tokyo Ghoul foi a quarta série de mangá mais vendida no Japão em 2014, com 6.946.203 de cópias vendidas. A série original vendeu ao todo um total de mais de 12 milhões de cópias. Enquanto a série sequela, Tokyo Ghoul :re vendeu 3,7 milhões de cópias no Japão durante o seu ano de estreia em 2015. Em junho de 2016, ambas as séries somavam mais de 18 milhões de cópias em circulação.
O mangá foi selecionado ao 38º Prêmio de Mangá Kōdansha em 2014.
Em 2015, na premiação da revista francesa Anime & Manga Grand Prix a série recebeu o prêmio de melhor animação, melhor música tema (unravel) e o melhor anime do gênero seinen do ano de 2014.